# Gruta blava (Malta)
La Gruta blava (maltès: Taħt il-Ħnejja) és un conjunt de cavernes marítimes de la costa sud-est de Malta, a poca distància del port pesquer de Wied iż-Żurrieq del municipi de Qrendi. Tant el port com la gruta estan localitzats directament en oposició a la illeta deshabitada de Filfla.
La Gruta blava és una destinació turística popular; es duen a terme viatges en barca per visitar i travessar les coves.